# Stroodorp
Stroodorp ist eine Ortschaft der Gemeinde Noord-Beveland in der Provinz Zeeland, welche zwischen Kamperland und Geersdijk liegt. Sie besteht aus etwa 35 Häusern und zwei Straßen Stroodorp und Stroodorpseweg.

## Bilder

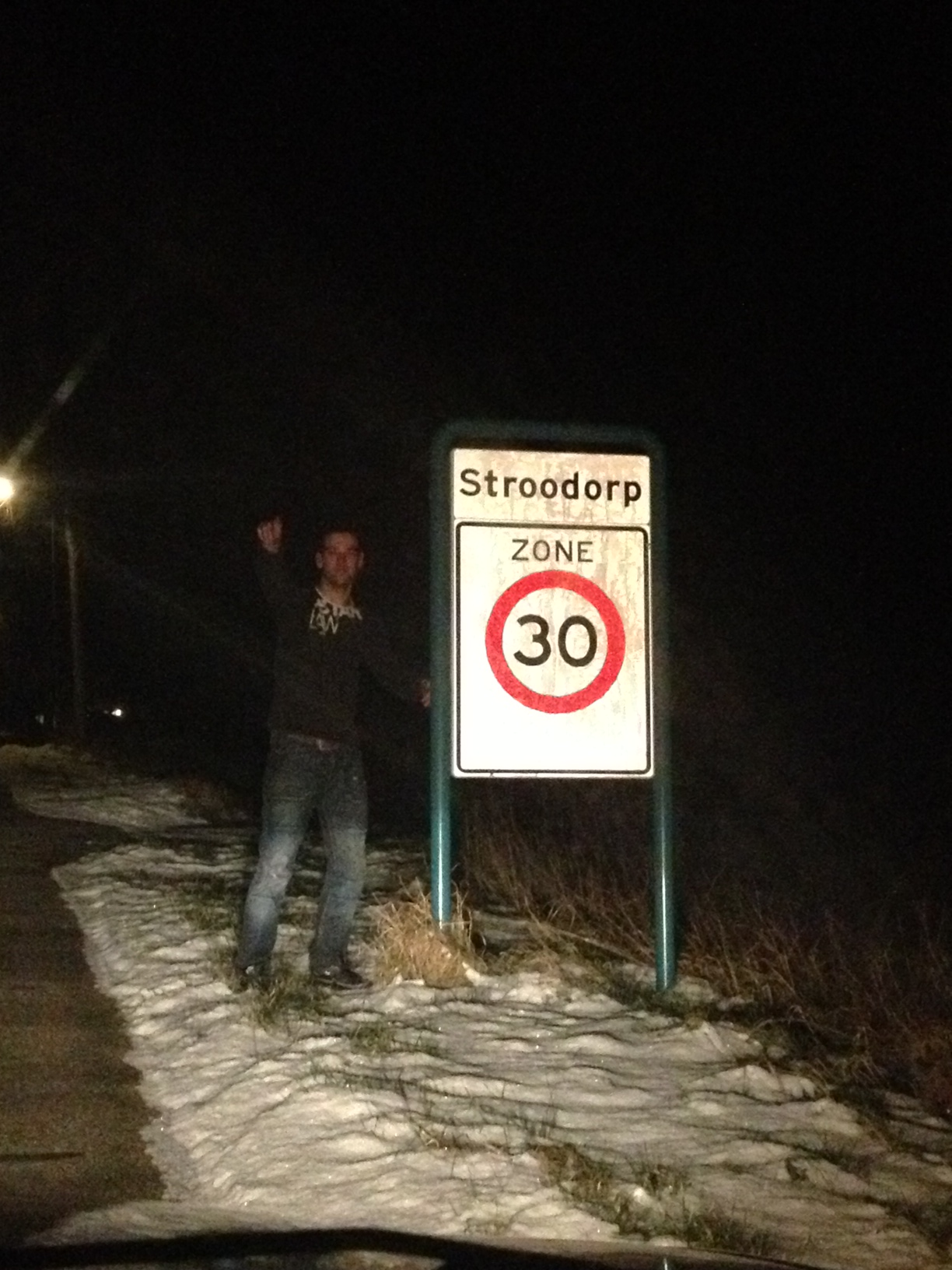
Person am Ortsschild von Stroodorp, nachts
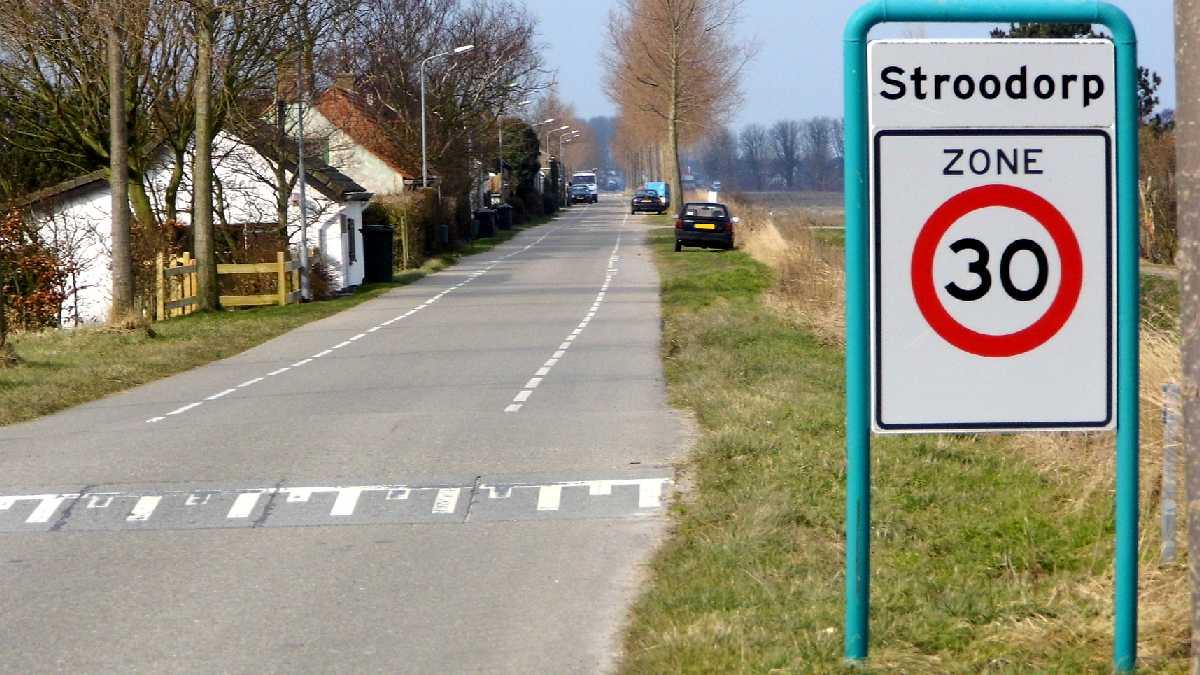
Stroodorp mit Ortsschild tagsüber